# Isthmiocaris longitelson
Isthmiocaris longitelson is een eenoogkreeftjessoort uit de familie van de Canthocamptidae. De wetenschappelijke naam van de soort is voor het eerst geldig gepubliceerd in 2003 door George & Schminke.